# Slizák švýcarský
Slizák švýcarský (Chroogomphus helveticus) je druh houby z čeledi slizákovitých (Gomphidiaceae).

## Znaky
Klobouk v průměru dorůstá 2-9 cm, tvarem přechází z polokulovitého na plochý až nálevkovitý. Okraje jsou podvinuté. Pokožka je suchá, matná, vláknitá, kožovitá, oranžová, hnědooranžová až hnědopurpurová.
Lupeny jsou celkem tlusté, oranžové, s hnědým nádechem, olivově hnědé až černé, u třeně jsou sbíhavé, na klobouku jsou řídce uspořádané, v mládí kryté plstnatým závojem. Výtrusný prach je hnědočerný až černý.
Třeň je 3-8 cm dlouhý, hnědooranžový, u starších plodnic odspodu vínově červenající, na povrchu vláknitý, suchý, báze je ztenčená.
Dužnina je hnědookrová, poraněním purpuroví, pevná, suchá, vláknitá, chuť i vůně jsou nevýrazné.

## Užití
Jedlý druh.

## Ekologie
Od července do listopadu roste tato houba v podhorských a výše položených oblastech, na neutrálních až kyselých substrátech, ze stromů preferuje zejména smrky, pak i borovice limby a borovice vejmutovky.

## Rozšíření
Druh se vyskytuje v Evropě, hlavně v oblasti Alp a Pyrenejí.

## Galerie

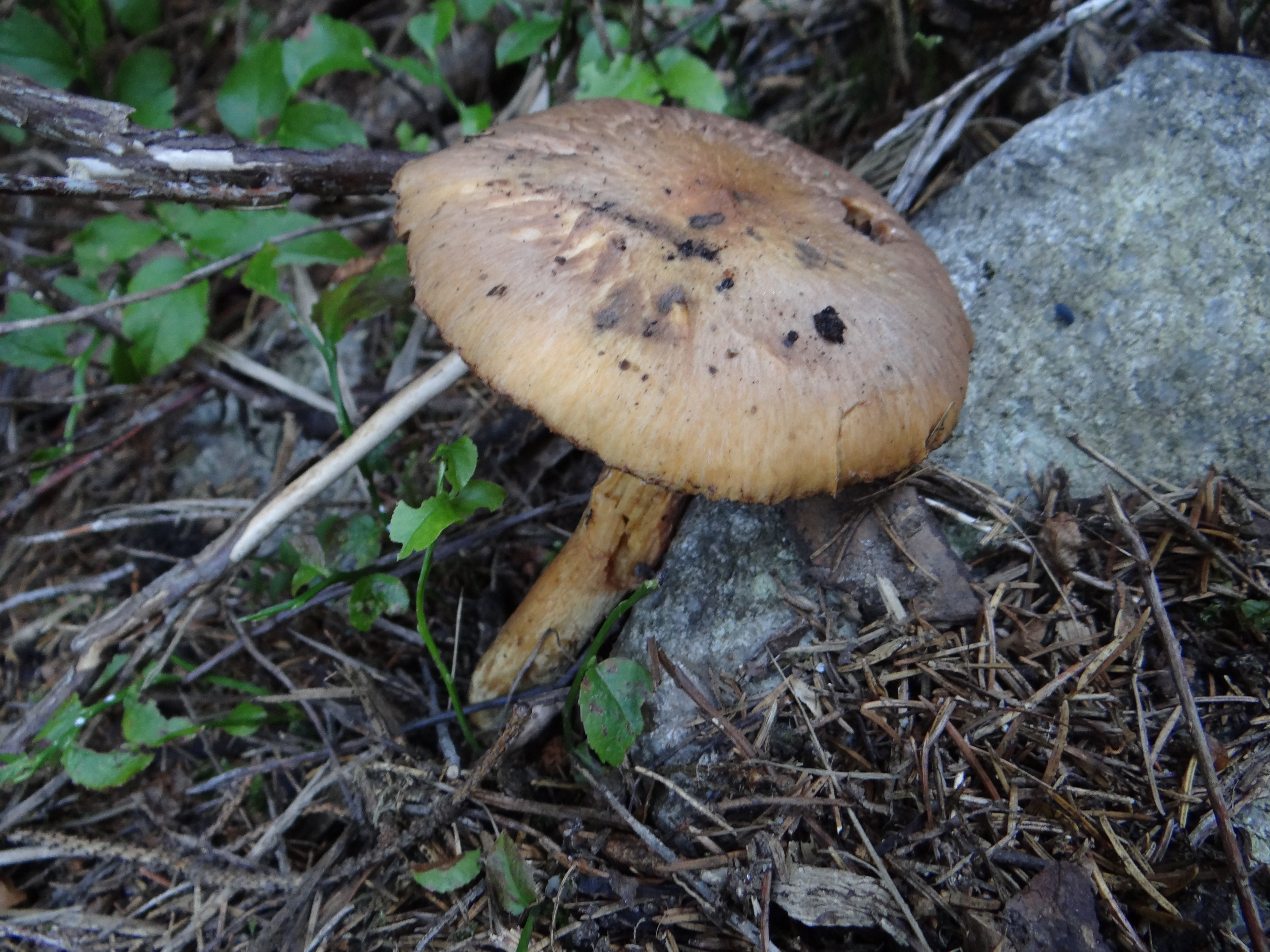
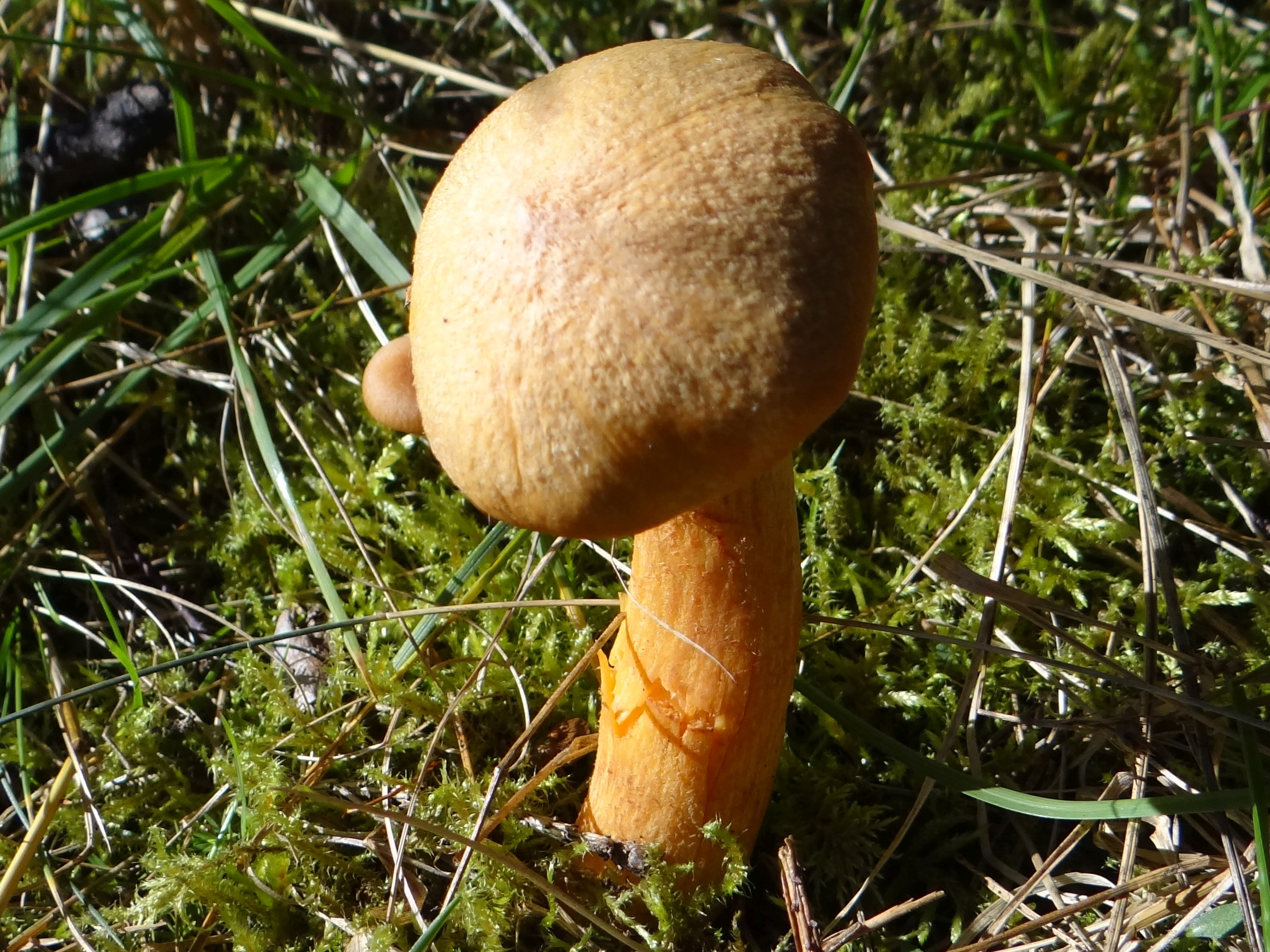
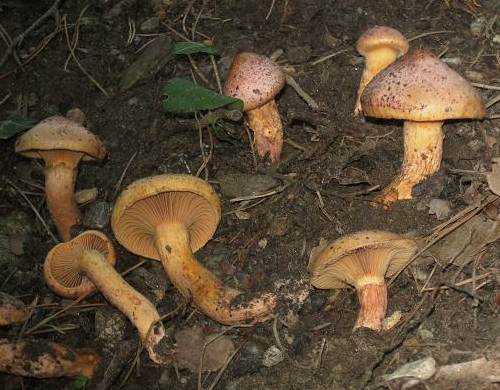

## Možnost záměny
- Slizák lepkavý (Chroogomphus rutilus)[1]